# Pete luminoase pe Ceres

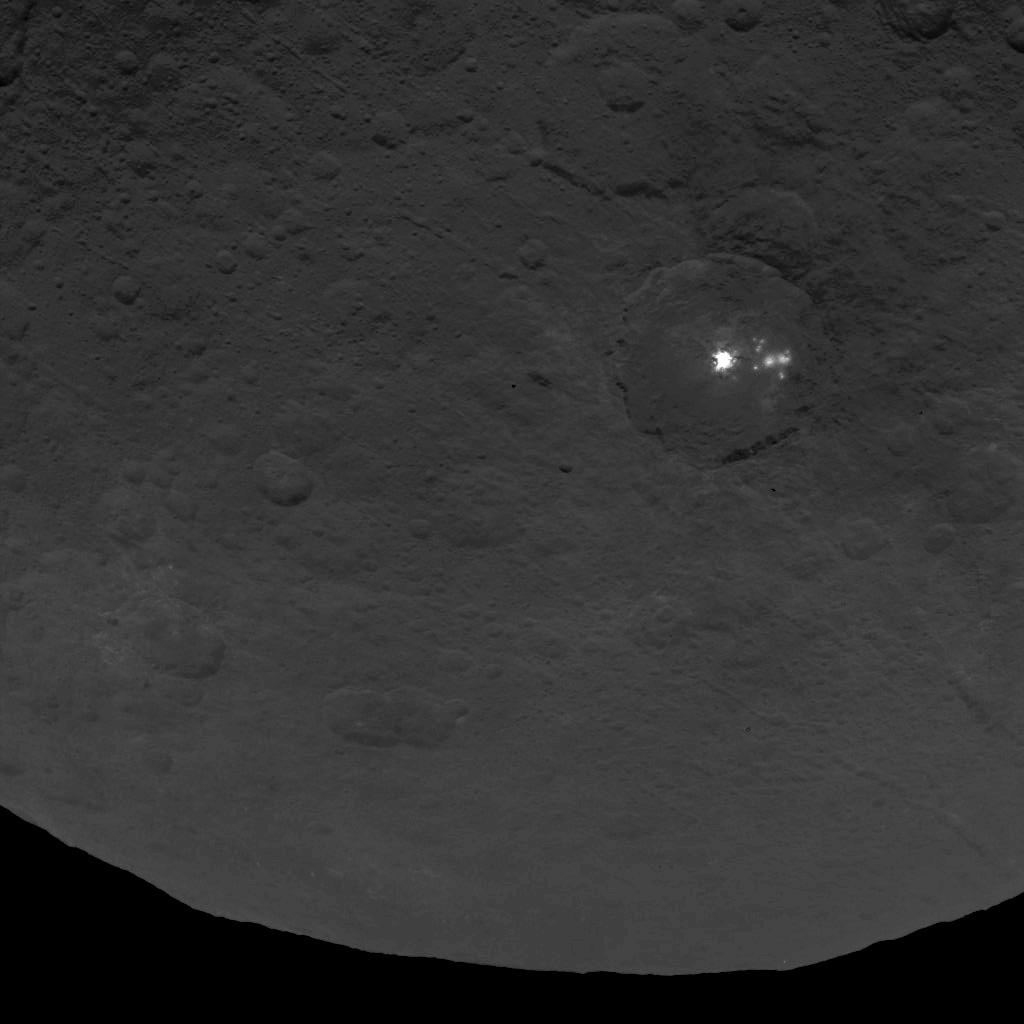
Cerealia și Vinalia Faculae ies în evidență pe suprafața întunecată a craterului Occator

Mai multe forme de relief luminoase (cunoscute și sub numele de faculae) au fost descoperite pe planeta pitică Ceres de către sonda spațială Dawn în 2015.
Cel mai strălucitor grup de pete („Pata 5”) este situat într-un crater de 80 km numit Occator. Cea mai mare și mai strălucitoare componentă a grupului se află în centrul craterului, cu pete mai slabe situate spre marginea de est a acestui crater. La începutul fazei orbitale a misiunii Dawn, s-a speculat că albedo-ul ridicat al acestor pete se datorează unui fel de degazare, iar imaginile ulterioare mai apropiate i-au ajutat pe oamenii de știință să stabilească că este un material cu un nivel ridicat de reflexivitate și au sugerat gheață și ca posibilități. Aceste forme de relief luminoase au un albedo de aproximativ 40%, de patru ori mai strălucitor decât media suprafeței lui Ceres.
Pe 9 decembrie 2015, oamenii de știință au raportat că petele luminoase de pe Ceres pot fi legate de un tip de sare, în special de o formă de saramură care conține sulfat de magneziu hidrat (MgSO4·6H2O); s-a descoperit că petele sunt, de asemenea, asociate cu argile bogate în amoniac. Oamenii de știință de la Universitatea de Stat din Arizona au propus că petele luminoase sunt cel mai bine explicate ca rezultând din apa sărată care erupt din interiorul lui Ceres, care s-a sublimat ulterior, lăsând în urmă doar depozitele de sare. Spectrele în infraroșu apropiat ale acestor zone luminoase sunt în concordanță cu o cantitate mare de carbonat de sodiu, (Na
2CO
3) și cantități mai mici de clorură de amoniu (NH
4Cl) sau bicarbonat de amoniu (NH
4HCO
3). S-a sugerat că aceste materiale provin din cristalizarea recentă a saramurilor care au ajuns la suprafață din adânc. În august 2020, NASA a confirmat că Ceres era un corp bogat în apă, cu un rezervor adânc de saramură, care s-a infiltrat la suprafață în diferite locații, provocând „pete luminoase”, inclusiv cele din craterul Occator.
Materialul strălucitor are doar milioane de ani vechime; Este posibil ca criovulcanismul să nu se fi oprit complet deoarece există dovezi de NaCl hidratat și o ceață subțire, observată prin variația luminozității, prezentă și astăzi, despre care se crede că se datorează sublimării gheții. Gheața nu ar rezista mult în condiții atât de calde expuse la vidul spațiului, așa că aceasta ar sugera că este scoasă la suprafață până în ziua de azi.

## Pata 5
Cel mai strălucitor grup de pete ("Pata 5") este situat într-un crater de 80 km numit Occator,</ref> care este situat la 19,86° N latitudine; 238,85 longitudine E.

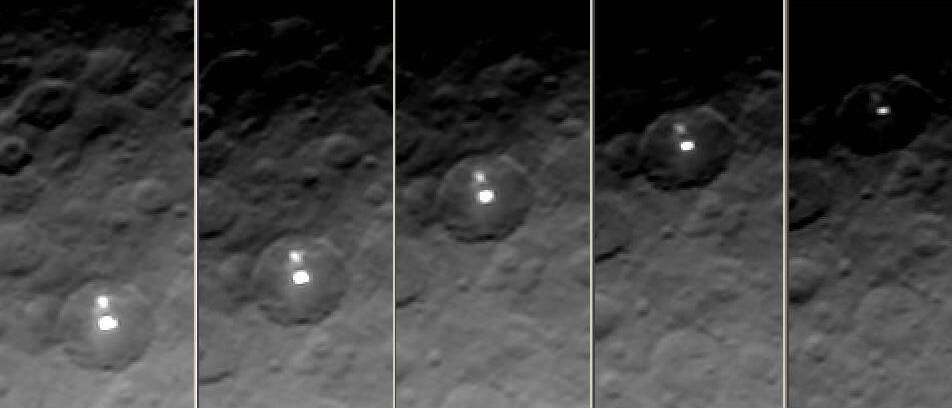
Pete pe Ceres din diferite unghiuri

Locul din centrul craterului poartă numele de Cerealia Facula, iar grupul de pete de la est - Vinalia Faculae. Aceste nume au fost aprobate de Uniunea Astronomică Internațională la 26 noiembrie 2016.
Alan Duffy de la Universitatea Swinburne a sugerat „o lovitură de meteorit fie a scuturat materialul de acoperire de pe gheața sărată, fie l-a încălzit, astfel încât apa sărată să iasă la suprafață ca un gheizer. Apa a scăpat în spațiu și acum, rămâne doar sarea”. O ceață care umple aproximativ jumătate din craterul Occator și care nu se extinde peste marginea acestuia apare periodic în jurul petei 5, cel mai cunoscut punct luminos, adăugând credibilitate ideii că are loc un fel de degazare sau vulcanism.
Imaginile Dawn au condus la rapoarte pe scară largă în mass-media despre punctele strălucitoare, inclusiv în surse de știri, reviste de astronomie și reviste de știință. Un sondaj informal al NASA din luna mai a oferit următoarele idei pentru natura petelor: gheață, vulcani, gheizere, zăcăminte de sare, rocă sau altele.
Specialistul în asteroizi A. Rivkin a remarcat, într-un articol al revistei Sky & Telescope, că la unghiuri mici se poate vedea o ceață în crater, dar nu în afara acestuia, și a speculat că acesta ar putea fi vapori sublimați din gheață, posibil legați de punctele luminoase.
Studiile de reflectivitate din septembrie 2015 sugerează că petele sunt probabil săruri mai degrabă decât gheață, ceea ce sugerează că interiorul lui Ceres livrează cumva sare proaspătă la suprafață.
O analiză ulterioară a datelor de la joasă altitudine a lui Dawn indică două surse: topirea gheții din scoarță prin impact și un rezervor de saramură mai adânc (de carbonat de sodiu și/sau clorură de amoniu), lângă sau în manta. Hanami planum are o topografie înaltă, dar o gravitație scăzută, indicând o compensare izostatică, probabil de gheața îngropată.

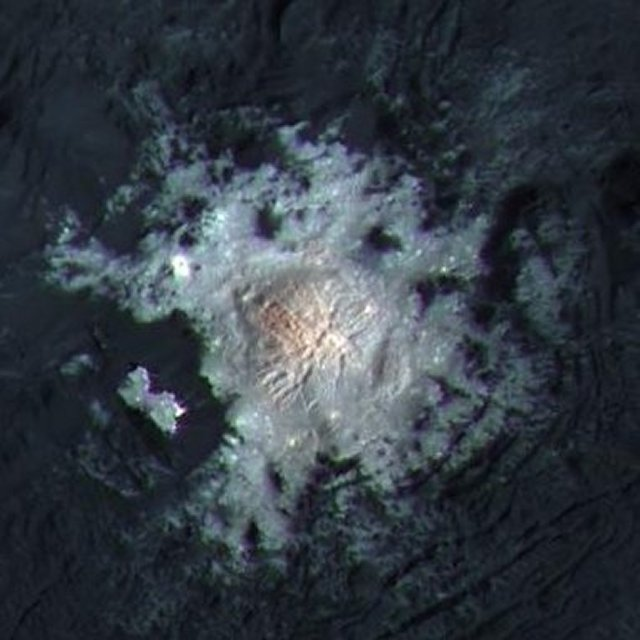
Centrul lui Cerealia Facula, cu mica Pasola Facula separată la vest, în Craterul Occator. Cea mai strălucitoare parte a Petei 5. Prim-plan (culoare îmbunătățită; LAMO; februarie 2016)

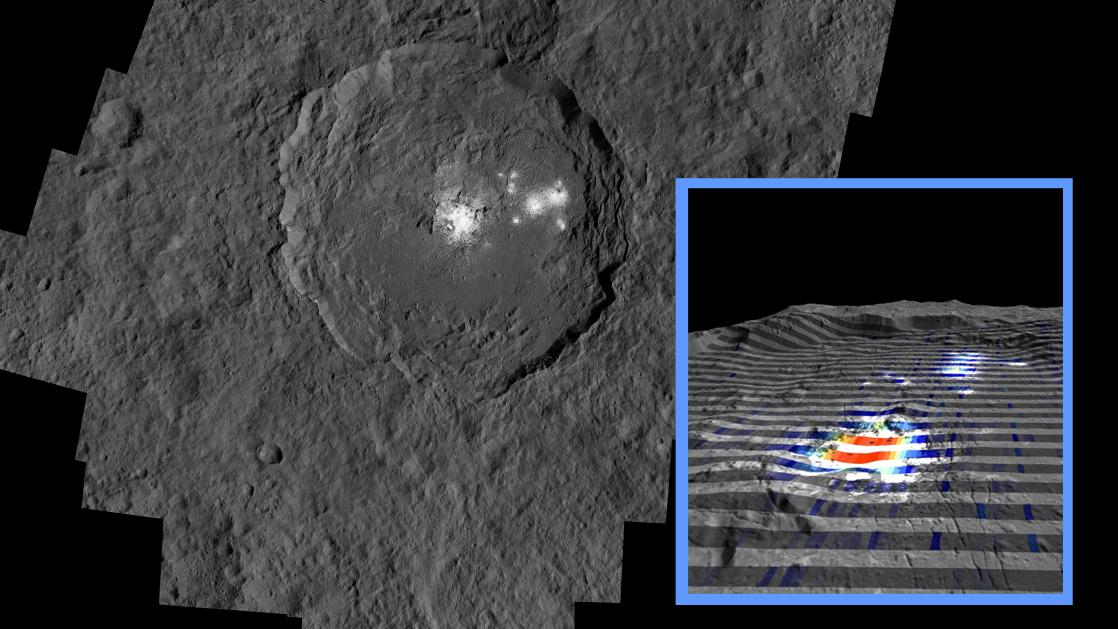
Craterul Occator, cu Cerealia Facula în centrul și Vinalia Faculae la est de Cerealia. Aceste pete luminoase pot fi compuse în principal din carbonat de sodiu (NASA; iunie 2016).